# Zerebrale Pole
Als zerebrale Pole bezeichnet man 3 zentrale Orientierungen des Telencephalons (Großhirns); sind also Anatomische Lage- und Richtungsbezeichnungen.
Prinzipiell werden sie analog zu den Hirnlappen benannt und beziehen sich jeweils auf das Endteil:
- Polus frontalis (Frontalpol), Ende des Frontallappens
- Polus occipitalis (Okzipitalpol), Ende des Okzipitallappens
- Polus temporalis (Temporalpol), Ende des Temporallappens

## Galerie

Zerebrale PolePolus frontalisPolus temporalisPolus occipitalis
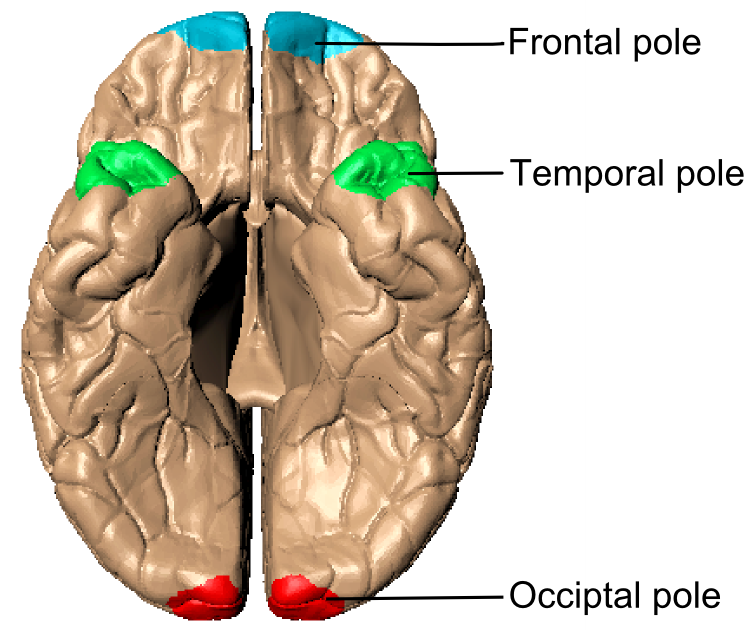
Cerebrum von unten gesehen.